# Monter
|  | Wiktionary har en ordboksartikel om monter. |

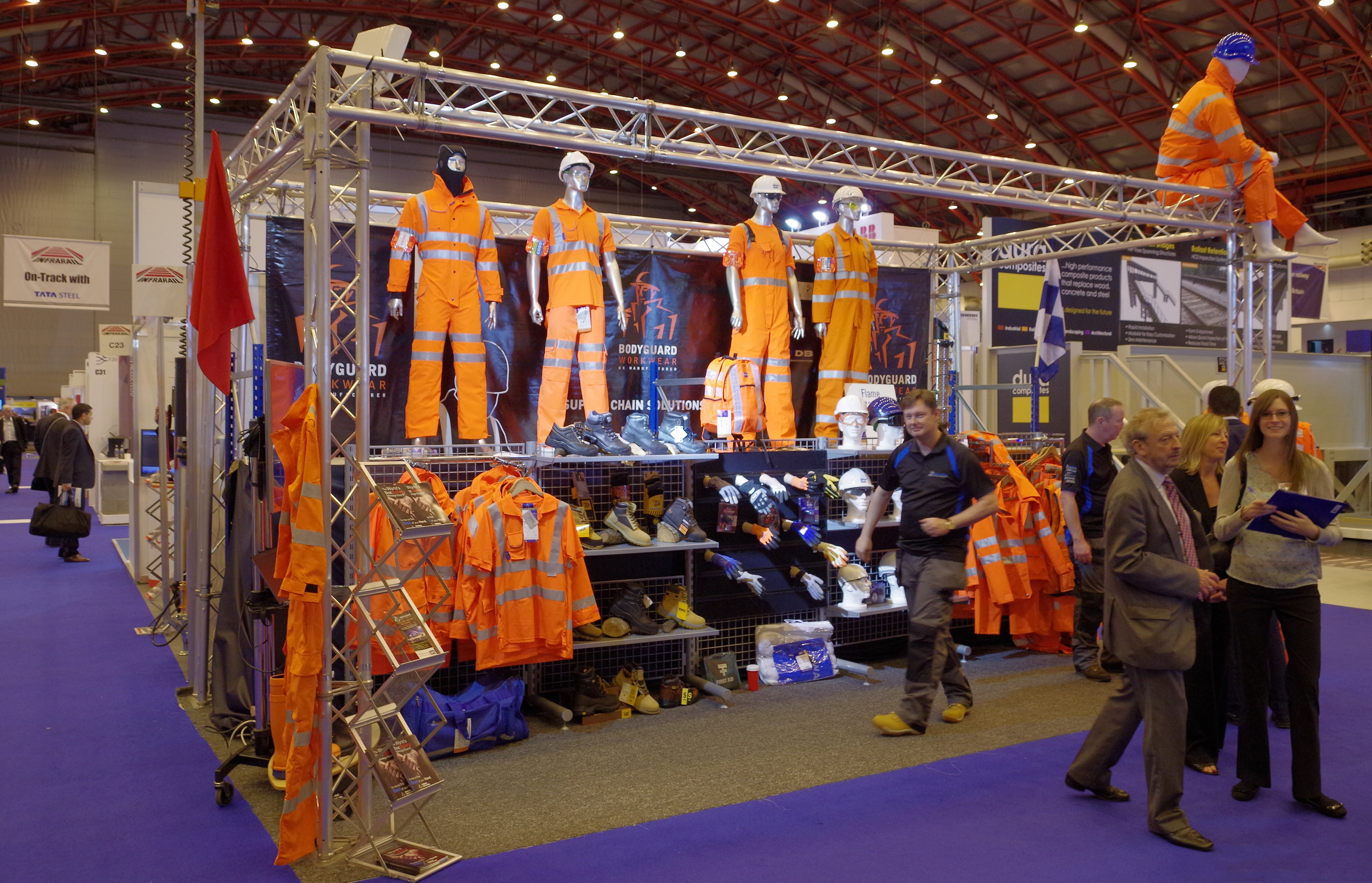
Monter på en mässa

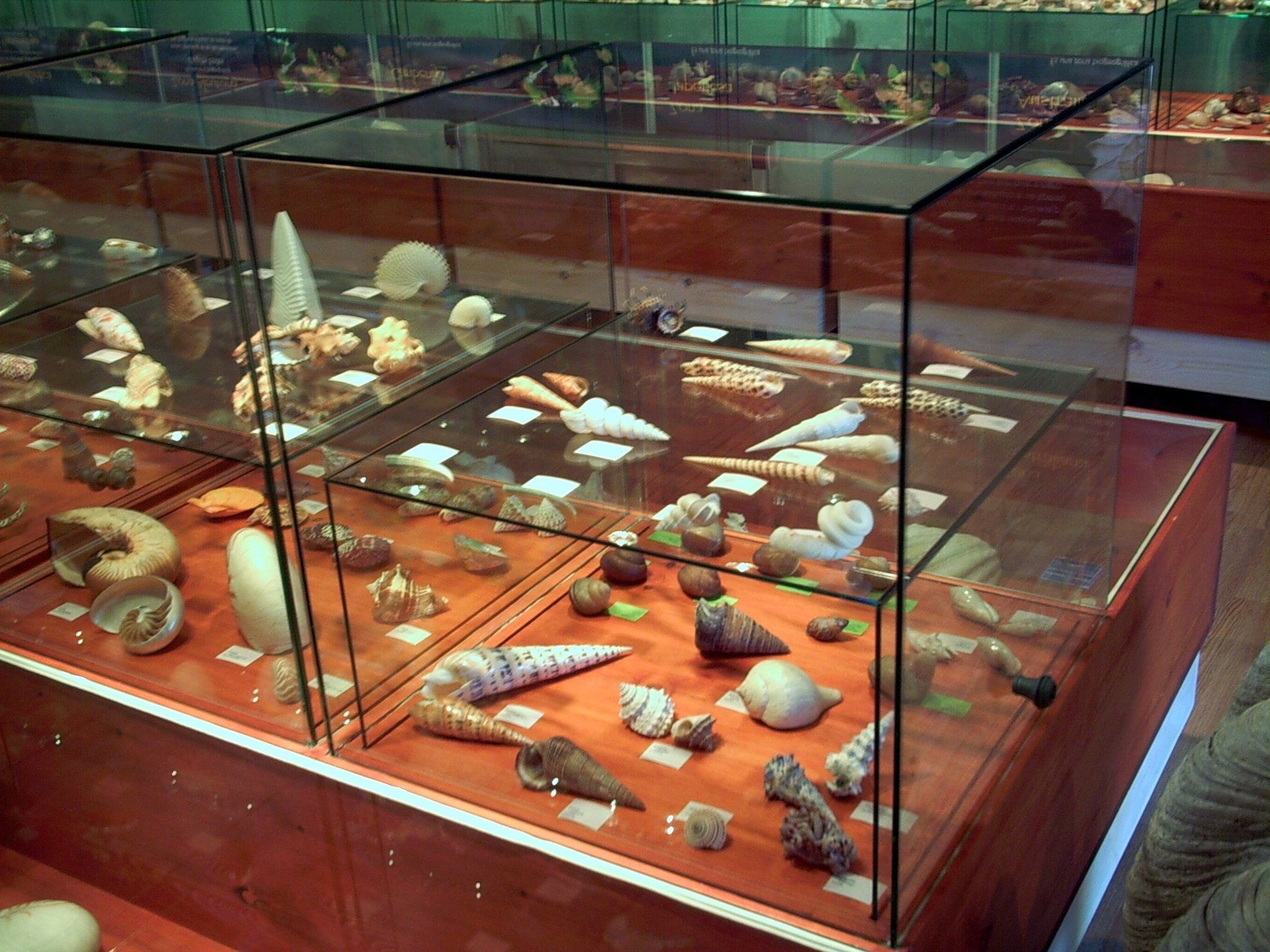
Glasmonter på museum

En monter är ett utrymme i form av ett bord, en låda, ett skåp eller en ställning, avsett för utställning av föremål. Montern kan vara försedd med glasrutor och kan då kallas glasmonter.
Montrar förekommer i många butiker, såväl glasmontrar som öppna montrar. Det är också vanligt med montrar på mässor och i samband med evenemang. I dessa sammanhang är en monter vanligtvis bemannad med representanter för den organisation som har montern. På marknader brukar ett liknande utrymme kallas för marknadsstånd. En monter för uppvisning eller försäljning av böcker och andra tryckta alster brukar kallas bokbord.
På museer används vanligen glasmontrar för att visa upp och samtidigt skydda museiföremålen.